# Kommunalwirtschaftsunternehmen der Stadt Dresden
Das Kommunalwirtschaftsunternehmen der Stadt Dresden („KWU der Stadt Dresden“) wurde auf der Grundlage der Kommunalwirtschaftsverordnung vom 24. November 1948 zum 1. Januar 1949 gegründet und am 31. März 1951 aufgelöst. Aufgabe dieses, wie aller auf der Grundlage dieser Verordnung gebildeten KWU war, dass in dieses durch die Stadt/Gemeinde/den Kreis, hier durch die Stadt Dresden, sämtliche ihr/ihm gehörenden gewerblichen sowie land- und forstwirtschaftlichen Betriebe und wirtschaftlichen Einrichtungen sowie die ihr gehörenden Mehr- oder Minderheitsbeteiligungen einzubringen hatten. Auf der Grundlage der Kommunalwirtschaftsverordnung machte die Stadt Dresden jedoch auch von der Ausnahmeregelung Gebrauch und brachte auch nicht-wirtschaftliche Betriebe und Einrichtungen in das „KWU der Stadt Dresden“ ein. Mit der Einbringung wurden diese volkseigen, alle selbstständigen Rechte erloschen. Anders als bei der bei privaten Betrieben staatlich angeordneten Sequestrierung bedeutete dies eine direkte Umwandlung, wenngleich verbrämt durch das Rechtskonstrukt der „volkseigenen Anstalt öffentlichen Rechts“.
Auf Grund der Größe und des Umfangs der eingebrachten Betriebe und Einrichtungen machte sich die Bildung von über 20 verschiedenen Betriebsteilen mit jeweils einem Betriebsleiter erforderlich. Zu diesen Betriebsteilen gehörten
- „KWU, Betriebsteil Verkehrsbetriebe“ (oder einfach „KWU-Verkehrsbetriebe“, hervorgegangen aus der DVG, siehe dazu weiter unten),
- Energie- und Wasserversorgung,
- Wäscherei,
- Müllabfuhr,
- öffentliche Bäder,
- Leihhaus,
- die Markthallen und Speicher,
- der Vieh- und Schlachthof,
- Ausstellungen,
- Zoo (gleichzeitig Beispiel für einen eingegliederten nicht-wirtschaftlichen Betrieb),
- landwirtschaftliche und Gärtnereibetriebe.[1]

Die jeweiligen Betriebsleiter und der Vorstand des KWU insgesamt sind namentlich noch offen; Vorsitzender des Verwaltungsrates war während des Bestehens des KWU 1949–1951 Oberbürgermeister Walter Weidauer.
Wenngleich Weidauer im September 1950 ausführte, dass die Bildung des „KWU der Stadt Dresden“ beispielgebend für alle anderen KWU gewesen sei, änderte dies nichts daran, dass bereits sechs Monate später mit Wirkung vom 31. März 1951 sämtliche KWU in der DDR aufgelöst wurden.
In einer zeitgenössischen Darstellung mit Stand 1979 lautete die Einschätzung zum „KWU der Stadt Dresden“ wie folgt:

„Mit der Bildung des KWU wurden die privatkapitalistischen Organisationsformen kommunaler Betriebe als Aktiengesellschaften oder Gesellschaften mit beschränkter Haftung beseitigt und die Möglichkeit geschaffen, die politischen, wirtschaftlichen und sozialen Belange der antifaschistisch-demokratischen Ordnung durchzusetzen und die demokratische Neuordnung im städtischen Bereich umfassend zu verwirklichen. … Das war unter den damaligen Bedingungen eine zweifellos richtige Maßnahme, die aber infolge der Vielfalt unterschiedlichster Aufgaben des KWU, die für eine zentrale Leitung kaum vollständig überschaubar waren, und mit fortschreitender Entwicklung nur von begrenzter Dauer sein konnte.“

## „Dresdner Verkehrsgesellschaft GmbH“ und „KWU-Verkehrsbetriebe“ 1946 bis 1949
Die organisatorisch-rechtliche Situation im Verkehrswesen der Stadt Dresden liegt belegt vor, während die Situation für andere Betriebsteile des „KWU der Stadt Dresden“ in dieser Detailliertheit nicht bekannt ist.
Die schwierige Situation im Transportwesen hinsichtlich der Versorgung der Stadt mit allen lebenswichtigen Gütern, Baustoffen und Material veranlasste die Stadtverwaltung noch 1945, ein eigenes Transport- und Speditionsunternehmen zu gründen. Unter finanzieller Beteiligung der „Dresdner Straßenbahn AG“ wurde daher zum 1. Januar 1946 eine „Dresdner Transport GmbH“ (DTG) gegründet, die am 31. August 1946 auf Grund von Gleichartigkeiten von Transportaufgaben auf die „Dresdner Straßenbahn AG“ unter Aufgabe von deren Rechtsform und Namen zur „Dresdner Verkehrsgesellschaft GmbH“ (DVG) aufgeschmolzen wurde. Die geänderte Satzung der früheren Dresdner Straßenbahn AG sah nunmehr vor, dass das Unternehmen (also diese neue DVG) nicht nur die Beförderung von Personen mittels schienengebundener und nichtschienengebundener Fahrzeuge in Dresden und Umgebung vornahm, sondern „ferner von Gütern, insbesondere Versorgungsgütern der Stadt Dresden“, die Vermietung von Fahrzeugen zur Erfüllung dieser Zwecke „sowie den Betrieb von Reparaturwerkstäten für diese Fahrzeuge, von Tankstellen und Garagen“.
Durch Ratsbeschluss wurden am 14. Januar 1947 der DVG das durch den Volksentscheid von 1946 enteignete Güterferntransportunternehmen „Union Krafttransportbetriebe“ und der ebenfalls in der Folge dieses Entscheides enteignete Unternehmen „Reparatur- und Garagenbetrieb Friedrich Metzner“, die bis dahin durch die DVG seit dem Entscheid nur verwaltet wurden, zugewiesen. Am 20. März 1947 wurde durch Beschluss der Stadtverordneten das städtische Verkehrsamt unter Erweiterung seiner Aufgaben u. a. als Reisebüro in die DVG als Abteilung eingegliedert. Am 13. Oktober 1947 erfolgte die Eingliederung des „Diabas-Schotterwerkes Nentmannsdorf“, am 4. Dezember 1948 das „Dachziegelwerk Gröba GmbH“ in Gröba, einem Stadtteil von Riesa. Am 31. Dezember 1948 folgte noch die Eingliederung der „Dresdner Ratssteinbruch-Betriebsgesellschaft“ – an letzteren beiden hatte sich die DVG schon vorher mit Geschäftsanteilen beteiligt gehabt.
1949 wurde die Werkstatt des KWU-Betriebsteiles Müllabfuhr dem Teil KWU-Verkehrsbetriebe zugeordnet und in die Hauptwerkstatt des Busbahnhofes Blasewitz eingegliedert. Von der Dresdner Feuerwehr wurde 1949 der Bereich des Krankentransportes herausgelöst und ebenfalls 1949 dem KWU-Verkehrsbetriebe zugewiesen.
Gemäß Kommunalwirtschaftsverordnung ging die DVG als Betriebsteil „KWU-Verkehrsbetriebe“ in dem „KWU  der Stadt Dresden“ mit Wirkung vom 1. Januar 1949 auf. Ab dem 1. April 1951 wurden insbesondere das Diabas-Schotterwerk Nentmannsdorf und das Dachziegelwerk Gröba eigenständige Volkseigene Betriebe (VEB); weitere eigenständige VEB folgten. Die eigentlichen Transportaufgaben lagen danach beim „VEB (K) Verkehrsbetriebe der Stadt Dresden“, wobei das „(K)“ für „kreisgeleitet“ stand und ab 1972 entfiel.